# DR2

Logo des DR Update - Fensters auf DR2 von 2013

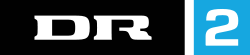
Logo von 2009–2013

Altes Logo von DR2 (2005–2009)

DR2 (Danmarks Radio 2) ist ein öffentlich-rechtlicher dänischer Fernsehsender.
Der Sender startete 1996 als zweites öffentlich-rechtliches Programm neben DR1 und war zunächst nur über Kabel und Satellit empfangbar.
Dies wurde damals sehr kontrovers diskutiert, da der Sender so nicht von jedermann in Dänemark empfangen werden konnte, obwohl es noch freie Frequenzen im Antennenfernsehen gab. Diese wurden jedoch für DVB-T Tests benötigt.
Die nicht hundertprozentige Reichweite des Senders gekoppelt mit dessen intellektuellen Ansehen führte zu schlechten Einschaltquoten, der Sender wurde dadurch auch noch mit der Bezeichnung der „geheime Sender“ betitelt, was der Direktor bedauerte. Er nannte den Sender „mein Sender“, mit dem Sinn, das dieser Sender ansprechender für den Einzelnen sein sollte, nicht für die ganze Familie wie das Vollprogramm DR1. Diese Verbreitungsproblematik wurde am 31. März 2006 beendet, als die digitale Ausstrahlung in ganz Dänemark per DVB-T begann.
Der Sender ähnelt sehr dem britischen Sender BBC Four, dessen Programmschwerpunkt in experimenteller Comedy, Dokumentationen und eingehenden Nachrichtenprogramm liegt. DR2 hat viel Lob für seine qualitativ hochstehende Sendungen wie beispielsweise Casper & Mandrilaftalen und Drengene fra Angora geerntet. Der Sender strahlt auch viele britische Krimidramen aus wie z. B. Inspector Morse, Inspector Barnaby und Heißer Verdacht.
Andere Sendungen des Senders sind u. a. The Power of Nightmares (Frygtens politik) oder The Great Global Warming Swindle (Den store løgn om global opvarmning).
Die Einschaltquoten des Senders lagen in der 17. Woche im Jahre 2008 bei 3,2 %.
Jeden Freitag wird die grönländischsprachige Nachrichtensendung Nyheder fra Grønland des KNR mit dänischen Untertiteln auf DR2 ausgestrahlt. In Deutschland kann man sie über einen Webstream anschauen.
Am 4. März 2013 ist DR2 neu ausgerichtet worden. Da DR Update als eigenständiger TV-Kanal geschlossen wurde, fließen seitdem die Inhalte von DR Update größtenteils in das neue DR2 ein, welches damit eine größere Bedeutung bekommt.

## Empfang in Deutschland
Der Sender ist per DVB-T in weiten Teilen von Schleswig-Holstein empfangbar (nördlich des Nord-Ostsee-Kanals mit Zimmerantenne; südlich des Nord-Ostsee-Kanals mit Dachantenne und erhöhtem Aufwand).